# Setembrisme
Els termes setembrisme o setembrista s'associen a diversos moviments polítics revolucionaris en diferents països, tots ells marcats per un fet crucial ocorregut en el mes de setembre, encara que hagin ocorregut en diferents anys. Així, es parla de: setembrisme cubà (1933), setembrisme francès (1792), setembrisme portuguès (1820), setembrisme argentí (1852), i setembrisme espanyol (1868).